# Isle of Man TT 1977
De TT van Man 1977 was de eerste editie van deze race sinds 1949 die geen deel uitmaakte van het wereldkampioenschap wegrace. De races werden verreden van 11 tot 17 juni 1977 op de Snaefell Mountain Course op het eiland Man. Door de Interval-start reed men eigenlijk een tijdrace. Voor het eerst sinds 1960 vielen er geen doden tijdens de Isle of Man TT.

## Algemeen
Toen de Isle of Man TT in 1977 haar WK-status verloor, stelde men op Man weer eigen klassen samen. Daardoor was er geen enkel verband meer tussen de klassen in de TT en die van de FIM. De Junior TT werd teruggebracht naar 250 cc, de Lightweight TT werd afgeschaft. Ter gelegenheid van het zilveren jubileum van koningin Elizabeth II werd de Jubilee TT georganiseerd. De Sidecar TT was nu nog maar één klasse (voorheen was er een 500cc- en een 1.000cc-klasse), maar werd in twee manches met motoren tot 1.000 cc gereden. Er werden twee nieuwe mijlpalen bereikt: Dick Greasley en Mick Skeels reden de eerste ronde boven 100 mph met staande start en George O'Dell/Kenny Arthur reden het eerste racegemiddelde boven 100 mph. Joey Dunlop won de Jubilee TT. Het was zijn eerste van 26 overwinningen in de Isle of Man TT.
Vanaf dit jaar organiseerde de ACU samen met de Amerikaanse American Motorcyclist Association een wedstrijdserie voor betaalbare seriemotorfietsen in drie klassen: Formula I, Formula II en Formula III. De Formula One TT was tot 1981 de enige wedstrijd in deze serie. Daardoor kreeg de Isle of Man TT nog enige status, want de Formule I was officieel een wereldkampioenschap. De serie liep tot in 1990 en overlapte enige jaren de Formule 750 en het Wereldkampioenschap superbike.

## Formula One TT
Al vijf jaar werd de Isle of Man gemeden door alle grote teams in het wereldkampioenschap wegrace en in 1977 maakte de FIM er een einde aan. De TT verloor haar WK-status. Phil Read, een van de initiatiefnemers voor de boycot, kwam juist terug op uitnodiging van Honda Britain om aan de nieuwe Formula One TT deel te nemen. Hij won de race, maar zijn overwinning was omstreden. Net als in 1954 werd de race vanwege de regen vervroegd, na vier ronden, afgevlagd. Ducati-rijder Roger Nicholls had 22 seconden voorsprong gehad, maar had net getankt, terwijl Read was doorgereden. Read won daardoor vóór Nicholls en Ian Richards met een Honda. 

### Uitslag Formula One TT
| Pos | Coureur        | Merk          | Snelheid  | Tijd      |
| --- | -------------- | ------------- | --------- | --------- |
| 1   | Phil Read      | Seeley-Honda  | 97.02 mph | 1:33.19.6 |
| 2   | Roger Nicholls | Ducati        | 96.36 mph | 1:33.58.0 |
| 3   | Ian Richards   | Honda         | 95.55 mph | 1:34.46.0 |
| 4   | Stan Woods     | Honda         | 93.20 mph | 1:37.09.0 |
| 5   | Malcolm Lucas  | BSA           | 92.06 mph | 1:38.21.4 |
| 6   | Michael Hunt   | Laverda       | 91.32 mph | 1:39.09.0 |
| 7   | Roger Corbett  | Triumph       | 90.67 mph | 1:39.52.2 |
| 8   | Ian Tomkinson  | BSA           | 89.05 mph | 1:41.41.2 |
| 9   | John Kirby     | Laverda       | 87.72 mph | 1:43.13.2 |
| 10  | John Wilkinson | Suzuki        | 87.64 mph | 1:43.19.2 |
| DNF | Tom Herron     | Ducati        |           |           |
| DNF | Tony Rutter    | Mocheck-Honda |           |           |
| DNF | Helmut Dähne   | onbekend      |           |           |

## Junior 250 cc TT
De Junior TT, die slechts over drie ronden ging en was teruggebracht tot 250 cc, werd gewonnen door Charlie Williams (Yamaha), die van start tot finish geleid had. Bill Simpson leek tweede te worden, maar hij crashte in de laatste ronde bij The Nook, waardoor Ian Richards tweede en Tom Herron derde werd. 

### Uitslag Junior 250 cc TT
| Pos | Coureur          | Merk                | Snelheid  | Tijd      |
| --- | ---------------- | ------------------- | --------- | --------- |
| 1   | Charlie Williams | Yamaha              | 99.62 mph | 1:08.10.0 |
| 2   | Ian Richards     | Yamaha              | 99.41 mph | 1:08.18.8 |
| 3   | Tom Herron       | Yamaha              | 97.88 mph | 1:09.23.0 |
| 4   | Alex George      | Johnson-Yamaha      | 97.06 mph | 1:09.58.0 |
| 5   | Stan Woods       | Fowler-Yamaha       | 96.66 mph | 1:10.15.4 |
| 6   | Eddie Roberts    | Beale-Maxton-Yamaha | 96.25 mph | 1:10.33.4 |
| 7   | Mick Grant       | Kawasaki            | 96.20 mph | 1:10.35.6 |
| 8   | Clive Horton     | Yamaha              | 95.31 mph | 1:11.15.0 |
| 9   | Joe Lindsay      | Yamsel              | 95.04 mph | 1:11.27.4 |
| 10  | Joey Dunlop      | Rea-Yamsel          | 94.93 mph | 1:11.32.2 |
| 12  | Billie Guthrie   | Yamaha              | 94.59 mph | 1:11.47.8 |
| 37  | John Williams    | Spondon-Yamaha      | 86.00 mph | 1:18.58.2 |
| DNF | Tony Rutter      | Yamaha              |           |           |
| DNF | Chas Mortimer    | Maxton-Yamaha       |           |           |
| DNF | Bill Simpson     | Maxton-Yamaha       | val       |           |

## Senior TT
De Senior TT werd slechts één ronde te vroeg afgevlagd, maar daar had Read van begin tot eind geleid. Die won hij dus ook, met Tom Herron (Yamaha) tweede en Eddie Roberts (Suzuki) derde.

### Uitslag Senior TT
| Pos | Coureur          | Merk           | Snelheid   | Tijd      |
| --- | ---------------- | -------------- | ---------- | --------- |
| 1   | Phil Read        | Suzuki         | 106.97 mph | 1:45.48.4 |
| 2   | Tom Herron       | Yamaha         | 105.67 mph | 1:47.06.6 |
| 3   | Eddie Roberts    | Suzuki         | 104.25 mph | 1:48.34.4 |
| 4   | Joey Dunlop      | Yamsel         | 103.10 mph | 1:49.47.0 |
| 5   | Pat Hennen       | Suzuki         | 102.93 mph | 1:49.57.6 |
| 6   | Joe Lindsay      | Yamsel         | 102.63 mph | 1:50.17.0 |
| 7   | Chas Mortimer    | Yamaha         | 102.48 mph | 1:50.27.0 |
| 8   | Bill Smith       | Yamaha         | 102.00 mph | 1:50.57.8 |
| 9   | Billie Guthrie   | Yamaha         | 101.41 mph | 1:51.37.0 |
| 10  | James Scott      | Yamaha         | 101.15 mph | 1:51.53.8 |
| 16  | Steve Parrish    | Suzuki         | 98.54 mph  | 1:54.31.0 |
| DNF | Alex George      | Suzuki         |            |           |
| DNF | Stan Woods       | Suzuki         |            |           |
| DNF | Tony Rutter      | Yamaha         |            |           |
| DNF | John Williams    | Spondon-Yamaha |            |           |
| DNF | Charlie Williams | Yamaha         |            |           |
| DNF | Jack Findlay     | Suzuki         |            |           |

## Classic TT
Read had ook zijn zinnen gezet op de Classic TT, maar brak in de training een sleutelbeen door een val in Brandish Corner. Mick Grant won die wedstrijd overtuigend met zijn Kawasaki in een nieuw ronderecord van 112,77 mph. In de strijd om de tweede plaats viel John Williams bij Creg-ny-Baa terwijl Pat Hennen bij de Verandah tot stilstand kwam. Uiteindelijk ging de tweede plaats naar Charlie Williams, Eddie Roberts werd derde. 

### Uitslag Classic TT
| Pos | Coureur          | Merk     | Snelheid   | Tijd      |
| --- | ---------------- | -------- | ---------- | --------- |
| 1   | Mick Grant       | Kawasaki | 110.76 mph | 2:02.37.4 |
| 2   | Charlie Williams | Yamaha   | 107.76 mph | 2:06.04.2 |
| 3   | Eddie Roberts    | Yamaha   | 106.07 mph | 2:08.03.0 |
| 4   | Chas Mortimer    | Yamaha   | 105.62 mph | 2:08.35.4 |
| 5   | Bill Smith       | Yamaha   | 105.42 mph | 2:08.50.4 |
| 6   | Stan Woods       | Suzuki   | 105.29 mph | 2:09.00.0 |
| 7   | Joey Dunlop      | Yamaha   | 105.13 mph | 2:09.11.8 |
| 8   | Steve Tonkin     | Yamaha   | 103.95 mph | 2:10.39.8 |
| 9   | Steve Parrish    | Yamaha   | 103.84 mph | 2:10.48.2 |
| 10  | Alex George      | Yamaha   | 103.64 mph | 2:11.03.4 |
| DNF | Pat Hennen       | Suzuki   |            |           |
| DNF | Tony Rutter      | Yamaha   |            |           |
| DNF | Billie Guthrie   | Yamaha   |            |           |
| DNF | Jack Findlay     | Yamaha   |            |           |
| DNF | John Williams    | Suzuki   |            |           |
| DNF | Tom Herron       | onbekend |            |           |

## Formula Two TT
De nieuwe Formula Two TT stond open voor de tweetakten die voorheen in de 350 cc Junior TT hadden gereden, maar ook voor de viertakten tot 600 cc. Ze kende slechts veertien deelnemers en werd gewonnen door Alan Jackson jr. met een Honda.

### Uitslag Formula Two TT
| Pos | Coureur           | Merk    | Snelheid  | Tijd      |
| --- | ----------------- | ------- | --------- | --------- |
| 1   | Alan Jackson jr.  | Honda   | 99.36 mph | 1:31.08.0 |
| 2   | Neil Tuxworth     | Honda   | 97.84 mph | 1:32.32.6 |
| 3   | Denis Casement    | Honda   | 95.34 mph | 1:34.58.4 |
| 4   | John Crick        | Honda   | 88.32 mph | 1:42.31.2 |
| 5   | Dennis McMillan   | Triumph | 87.38 mph | 1:43.37.4 |
| 6   | Terry McKane      | Honda   | 84.72 mph | 1:46.53.0 |
| 7   | Alistair Copeland | Benelli | 83.93 mph | 1:47.52.8 |
| 8   | Richard Arain     | Honda   | 79.56 mph | 1:53.49.0 |
| DNF | Bill Smith        | Honda   |           |           |

## Formula Three TT
De Formula Three TT bood ruimte voor de voormalige Lightweight 250 cc TT- en Lightweight 125 cc TT-rijders, maar ook voor viertaktmotoren tot 400 cc. John Kidson won met een Honda.

### Uitslag Formula Three TT
| Pos | Coureur         | Merk   | Snelheid  | Tijd      |
| --- | --------------- | ------ | --------- | --------- |
| 1   | John Kidsn      | Honda  | 93.28 mph | 1:37.04.4 |
| 2   | Brian Peters    | Suzuki | 88.49 mph | 1:42.19.4 |
| 3   | Abe Walsh       | Honda  | 88.37 mph | 1:42.28.0 |
| 4   | Graham Bentman  | Honda  | 87.78 mph | 1:43.09.2 |
| 5   | Fred Launchbury | Maico  | 86.83 mph | 1:44.16.6 |
| 6   | Mal Kirwan      | Honda  | 86.27 mph | 1:44.57.4 |
| 7   | Nev Watts       | Honda  | 84.11 mph | 1:47.39.0 |
| 8   | Richard Stevens | Yamaha | 84.43 mph | 1:48.32.0 |
| 9   | John Riley      | Yamaha | 82.98 mph | 1:49.11.0 |
| 10  | Paul Feist      | Yamaha | 82.68 mph | 1:49.31.0 |

## Jubilee TT
Hoewel de Isle of Man TT 70 jaar bestond, werd de Jubilee TT, gesponsord door Schweppes, georganiseerd ter gelegenheid van het zilveren jubileum van koningin Elizabeth II. Deze wedstrijd werd gewonnen door Joey Dunlop met een 750 cc Rea-Yamaha. Het was zijn eerste overwinning tijdens de Isle of Man TT.

### Uitslag Jubilee TT
| Pos | Coureur          | Merk       | Snelheid   | Tijd      |
| --- | ---------------- | ---------- | ---------- | --------- |
| 1   | Joey Dunlop      | Rea-Yamaha | 108.86 mph | 1:23.10.6 |
| 2   | George Fogarty   | Suzuki     | 107.75 mph | 1:24.02.2 |
| 3   | Steve Tonkin     | Yamaha     | 107.14 mph | 1:24.31.0 |
| 4   | Bill Smith       | Suzuki     | 106.78 mph | 1:24.48.0 |
| 5   | Derek Huxley     | Yamaha     | 105.30 mph | 1:25.59.4 |
| 6   | Jack Findlay     | Yamaha     | 104.58 mph | 1:26.35.2 |
| 7   | Derek Chatterton | Suzuki     | 104.53 mph | 1:26.37.4 |
| 8   | Denis Casement   | Yamaha     | 104.04 mph | 1:27.01.8 |
| 9   | Neil Tuxworth    | Yamaha     | 103.44 mph | 1:27.32.4 |
| 10  | James Scott      | Yamaha     | 103.33 mph | 1:27.37.8 |

## Sidecar TT
Nu de Sidecar TT haar WK-status ook kwijt was, werd de 500cc-klasse geschrapt. Zijspanmotoren mochten maximaal 1.000 cc meten en ze reden nu twee manches. In de eerste manche vertrokken Dick Greasley/Mick Skeels met de eerste ronde met staande start boven 100 mph, maar ze werden ingehaald door George O'Dell/Kenny Arthur die met 50 seconden voorsprong wonnen. In de tweede manche viel O'Dell al snel uit. Malcolm Hobson en Stuart Collins wonnen met een Yamaha. Omdat Rolf Steinhausen en Kenneth Williams in beide manches derde waren geworden met hun König, werden ze totaalwinnaar.

### Sidecar TT Leg one

#### Uitslag Sidecar TT Leg one
| Pos | Coureur          | Bakkenist        | Merk           | Snelheid   | Tijd      |
| --- | ---------------- | ---------------- | -------------- | ---------- | --------- |
| 1   | George O'Dell    | Kenny Arthur     | Yamaha         | 100.03 mph | 1:30.31.2 |
| 2   | Dick Greasley    | Mick Skeels      | Yamaha         | 99.12 mph  | 1:31.21.2 |
| 3   | Rolf Steinhausen | Wolfgang Kalauch | König          | 98.11 mph  | 1:32.17.4 |
| 4   | Graham Milton    | John Brushwood   | British Magnum | 97.08 mph  | 1:33.16.2 |
| 5   | Mick Boddice     | Chas Birks       | Yamaha         | 94.77 mph  | 1:35.32.4 |
| 6   | Bill Hodgkins    | John Parkins     | Yamaha         | 92.13 mph  | 1:38.16.8 |
| 7   | George Oates     | John Molyneux    | Kawasaki       | 92.09 mph  | 1:38.19.6 |
| 8   | Malcolm Aldrick  | Paul Beasley     | Yamaha         | 88.38 mph  | 1:42.26.8 |
| 9   | Brian Mee        | Alan Widdowson   | Kawasaki       | 88.06 mph  | 1:42.49.6 |
| 10  | Bill Hall        | Peter Minion     | Kawasaki       | 87.56 mph  | 1:43.24.8 |
| DNF | Malcolm Hobson   | Stu Collins      | Ham-Yamaha     |            |           |
| DNF | Rolf Biland      | Kenneth Williams | Schmid-Yamaha  |            |           |

### Sidecar TT Leg two

#### Uitslag Sidecar TT Leg two
| Pos | Coureur          | Bakkenist        | Merk          | Snelheid  | Tijd      |
| --- | ---------------- | ---------------- | ------------- | --------- | --------- |
| 1   | Malcolm Hobson   | Stu Collins      | Ham-Yamaha    | 99.74 mph | 1:30.47.0 |
| 2   | Rolf Biland      | Kenneth Williams | Schmid-Yamaha | 98.66 mph | 1:31.46.8 |
| 3   | Rolf Steinhausen | Wolfgang Kalauch | König         | 98.60 mph | 1:31.50.0 |
| 4   | Dick Greasley    | Mick Skeels      | Yamaha        | 95.06 mph | 1:35.15.4 |
| 5   | Mick Boddice     | Chas Birks       | Yamaha        | 95.01 mph | 1:35.18.0 |
| 6   | Graham Hilditch  | Vince Biggs      | Yamaha        | 93.11 mph | 1:37.15.0 |
| 7   | Steve Sinnott    | Jim Williamson   | Yamaha        | 92.65 mph | 1:37.44.0 |
| 8   | Bill Hall        | Peter Minion     | Kawasaki      | 89.19 mph | 1:41.31.0 |
| 9   | Reg Spooner      | Denis Smith      | König         | 88.02 mph | 1:42.52.6 |
| 10  | Robert Philpott  | Michael Buxton   | Laverda       | 87.93 mph | 1:42.58.4 |
| DNF | George O'Dell    | Kenny Arthur     | Yamaha        |           |           |

1907 · 1908 · 1909 · 1910 · 1911 · 1912 · 1913 · 1914 · Eerste Wereldoorlog · 1920 · 1921 · 1922 · 1923 · 1924 · 1925 · 1926 · 1927 · 1928 · 1929 · 1930 · 1931 · 1932 · 1933 · 1934 · 1935 · 1936 · 1937 · 1938 · 1939 · Tweede Wereldoorlog · 1947 · 1948 · 1949 · 1950 ·1951 · 1952 · 1953 · 1954 · 1955 · 1956 · 1957 · 1958 · 1959 · 1960 · 1961 · 1962 · 1963 · 1964 · 1965 · 1966 · 1967 · 1968 · 1969 · 1970 · 1971 · 1972 · 1973 · 1974 · 1975 · 1976 · 1977 · 1978 · 1979 · 1980 · 1981 · 1982 · 1983 · 1984 · 1985 · 1986 · 1987 · 1988 · 1989 · 1990 · 1991 · 1992 · 1993 · 1994 · 1995 · 1996 · 1997 · 1998 · 1999 · 2000 · 2002 · 2003 · 2004 · 2005 · 2006 · 2007 · 2008 · 2009 · 2010 · 2011 · 2012 · 2013 · 2014